# تيم جيروم
تيم جيروم (بالإنجليزية: Timothy Jerome)‏ هو ممثل أمريكي، ولد في 29 ديسمبر 1943 بلوس أنجلوس في الولايات المتحدة.

## وصلات خارجية
- تيم جيروم على موقع IMDb (الإنجليزية)
- تيم جيروم على موقع ميوزك برينز (الإنجليزية)
- تيم جيروم على موقع قاعدة بيانات برودواي على الإنترنت (الإنجليزية)
- تيم جيروم على موقع قاعدة بيانات برودواي على الإنترنت (الإنجليزية)
- تيم جيروم على موقع ديسكوغز (الإنجليزية)
- تيم جيروم على موقع قاعدة بيانات الفيلم (الإنجليزية)